# جامعة جيهان
جامعة جيهان تعد من أوائل الجامعات الأهلية في كوردستان -العراق حيث تم تأسيسها عام 2007 من قبل أحد مستثمري مدينة أربيل
وتحتوي جامعة جيهان الأهلية على عديد من الكليات ومنها الهندسة والمحاسبة والقانون وعلوم الحاسبات .
أول دفعة تخرجت منها كان في عام 2011 .

## كليات وأقسام جامعة جيهان-أربيل
1) كلية الهندسة
قسم الهندسة المعمارية 
قسم هندسة اتصالات والحاسبات 
2) كلية العلوم
قسم علوم بايولوجي 
قسم علوم الحاسبات 
قسم الأحياء المجهرية الطبية
قسم العلوم الطبية الحيوية
قسم العلوم المختبرية الطبية
3) كلية القانون والعلاقات الدولية
قسم القانون 
قسم العلاقات الدولية والدوبلوماسية
4) كلية الآداب والفنون
قسم اللغة الإنكليزية 
قسم الترجمة
قسم التصميم الداخلي
قسم الاعلام
5) كلية العلوم الإدارية والمالية
قسم المحاسبة
قسم إدارة أعمال
قسم إدارة الصحية
قسم العلوم المالية والمصرفية
6) كلية الصيدلة [7]
7)كلية طب الاسنان [8]
8) كلية التربية
قسم التربية العامة
قسم التربية البدنية وعلوم الرياضة

## كليات وأقسام جامعة جيهان-السليمانية
1)كلية العلوم
قسم علوم الحاسبات 
2)كلية القانون 
3)كلية الآداب والفنون
قسم اللغة الإنكليزية 
4)كلية العلوم الإدارية والمالية
قسم المحاسبة 
قسم العلوم المالية والمصرفية 